# Évangile de Miroslav

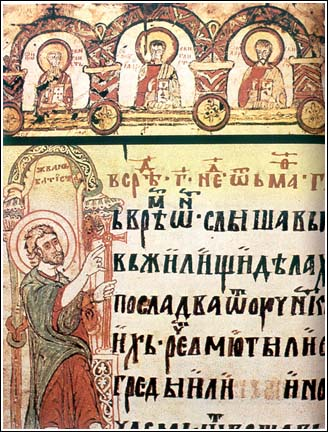
L’Évangile de Miroslav, 1180

L’Évangile de Miroslav est un manuscrit du prince serbe Miroslav datant de 1180. C'est l'un des principaux manuscrits serbe en alphabet cyrillique sur parchemin en onciale cyrillique. représentatif d’un style particulier — un des plus riches dans son genre — qui a résulté de la fusion des influences italienne et byzantine. Ce manuscrit serbe de 181 feuillets est conservé au Musée national à Belgrade, en Serbie.
La magnificence et le caractère unique de l’Évangile de Miroslav exerceront une influence sur tous les autres manuscrits de l’Europe médiévale. Ce manuscrit constitue le document le plus précieux et le plus important du patrimoine culturel de Serbie.
Le président de Serbie prête serment sur l'évangile lors de son investiture.
Le feuillet 165 de l’Évangile est conservé à Saint-Pétersbourg en Russie. Il a été pris ou offert en 1845 par un archevêque de l’Église orthodoxe russe, qui par la suite a été élu évêque.
Pendant la Seconde Guerre mondiale, l’Évangile, caché à la Banque nationale de Serbie, fut recherché par les Nazis à Belgrade, avec à leur tête Robert Schwanke, mais ils ne purent jamais mettre la main dessus.
Depuis 2005, ce chef-d’œuvre est classé par l’Unesco sur la liste Mémoire du monde recensant les documents du patrimoine documentaire d'intérêt universel, dans le but d’assurer leur protection.

## Sources
- Unesco